# Біннен
Біннен (нім. Binnen) — громада в Німеччині, розташована в землі Нижня Саксонія. Входить до складу району Нінбург. Складова частина об'єднання громад Лібенау.
Площа — 24,79 км2. Населення становить 1002 ос. (станом на 31 грудня 2021).